# Pulad Khan (Horda d'Or)
Per l'altra kan de l'Horda d'Or anomenat Pulad Khan, vegeu Pulad Khoja
Pulad Khan fou kan de l'Horda d'Or posat al tron per Edigu, cap de l'Horda Nogai, el 1407 després d'enderrocar al seu oncle Shadibeg. Ibn Arabshah l'esmenta clarament com nebot de Shadibeg i fill de Timur Kutlugh, parentiu acceptat o corraborat per Von Hammer, Munejimbashi, Khuandemir, i altres; M. Soret el considera fill de Shadibeg. Howorth pensa que era germà de Shadibeg i, per tant, fill de Timur Malik (i no de Timur Kutlugh) i que era el mateix Pulad que tenia seu al Caucas, més enllà de Balakan, i al que Tamerlà havia combatut el 1396. Tots accepten que fou protegit d'Edigu.
A l'estiu del 1409 (potser 1408) el príncep Ivan de Pronsk, va anar a l'Horda de la que va tornar amb honors i regals i amb l'ajut dels tàtars va expulsar a Teodor II del tron de Riazan i va annexionar aquest principat al seu propi (però no va poder conservar). A la tardor (1409?) Pulad Khan va fer un atac a Lituània i a l'any següent (1410?) va enviar una ambaixada a Moscou segurament per demanar al gran príncep unir les seves tropes a les dels tàtars en la campanya contra Lituània però Basili I va refusar obeir i va seguir ignorant la seva dependència dels tàtars als que no enviava tribut ni cap parent seu com ambaixador. Darrerament havia concedit asil a un fill de Toktamix.
Pulad, seguint ordes d'Edigu, va reunir un gran exèrcit. El kan es va quedar a Sarai i l'exèrcit es va dirigir a Moscou, però oficialment anava a combatre els lituans i es va convidar a Basili I a unir-s'hi o a enviar al seu lloc un germà o fill o almenys un dels grans del regne; Basili va creure que els tàtars anaven a combatre els lituans i no va fer cap preparatiu; quan se'n va adonar els tàtars ja eren prop de Moscou. Basili va agafar la seva dona i família i es va retirar a Kostromà deixant la defensa de la ciutat al seu oncle Wladimir el Brau, els seus germans i un nombre de boiars; el gran príncep confiava en les fortificacions de Moscou, en la seva artilleria i en l'hivern que s'augurava sever.
La retirada del gran príncep va descoratjar als habitants; Wladimir va ordenar cremar els ravals i els habitants d'aquestos que van buscar asil darrere les muralles, foren refusats per evitar la manca de provisions. L'1 de desembre de 1408 l'exèrcit tàtar va aparèixer davant Moscou; entre els cap de l'exèrcit atacant hi havia els prínceps Buchak i Tanriberdi, els begs Erekliberdi i Altamir, Pulad Muhammed, Yusuf ibn Suliman, Tegin (fill de Shaykh Urus) i el seu fill Sarai, Ibrahim fill de Tahmuras, Yashibeg i Seid Alibeg (fill d'Edigu). Edigu o Idiku era el comandant en cap i va enviar 30.000 homes a assetjar al gran príncep a Kostromà; va cridar al príncep Ivan de Tver que s'unís a les seves forces amb els seus arcabussers i la seva artilleria, i mentre va assolar el gran principat cremant Pereyeslav, Zaleski, Rostov, Dimitrov, Serpukof, Nijni Nóvgorod i Gerodets. La resistència fou escassa i milers de persones van morir o foren esclavitzats; als vells se'ls van prendre els vestits i se'ls va deixar morir de fred; els presoners foren encadenats un a l'altra i un tàtar era suficient per vigilar-los. Edigu esperava l'artilleria que havia de portar el príncep de Tver però aquest, després de fer mig camí, es va posar malalt i va tornar a casa i l'exèrcit el va seguir.
Edigu va decidir mantenir el bloqueig de Kostromà i assetjar Moscou però al cap de poc va haver d'abandonar a causa de notícies que arribaven de l'Horda en que un aspirant al tron atacava a Pulad Khan. Edigu va haver de marxar de Kostromà per córrer a defensar al seu protegit; Basili I ja preparava la seva gent a Kostromà per atacar-lo. Edigu va oferir aixecar el setge de Moscou a canvi de 3.000 rubles que Wladimir va acceptar a causa de l'estat de pànic de la gent. Edigu va marxar per la via de Kolomna, i encara pel camí va ocupar Riazan. Les terres russes del Don a Bielo Ozero i Galítzia havien quedat devastades. Edigu va enviar una carta exigint submissió i tribut i amenaçant en cas contrari, però Basili no en va fer cas, i poc després tornava a Moscou.
Mentre Pulad Khan fou expulsat de Sarai per Timur Khan el 1412. Va deixar monedes encunyades a Bolghar, New Bolghar, Azak, Astracan, Coràsmia (que alguns pensen que podrien ser d'un altre Pulad, ja que és molt dubtós el domini de l'Horda a la zona) i Radjan o Rasan (Riazan?) datades entre 1407 i 1412.
Jalal al-Din fill de Toktamix, revoltat poc després contra Timur Khan, va prendre el poder i Pulad Khan que encara es mantenia actiu en alguna zona indeterminada, fou derrotat i mort pel rebel el 1412.